# تقني تصليح الحاسوب

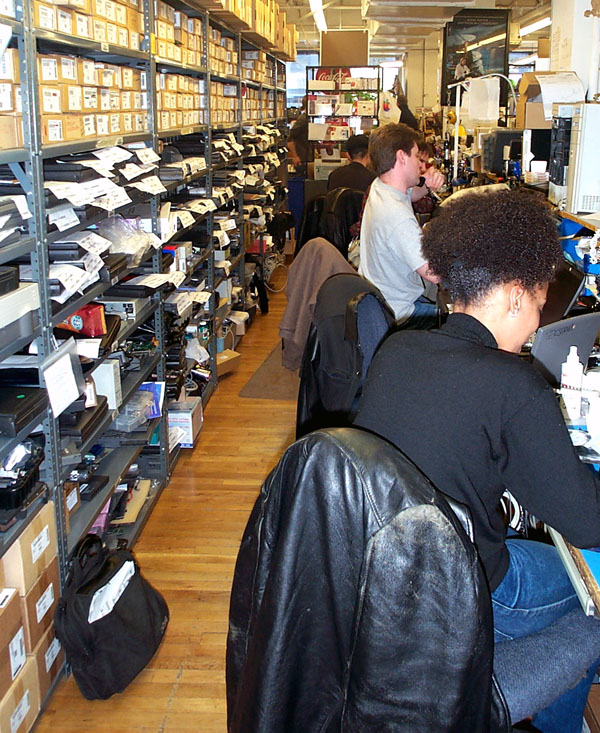
تقنيو حاسوب يعملون في إحدى المحطات (2000)

تقني تصليح الحاسوب أو فني إصلاح الكمبيوتر، هو الشخص الذي يقوم بإصلاح أجهزة الكمبيوتر والخوادم وصيانتها. قد تمتد مسؤوليات الفني لتشمل تجميع أجهزة جديدة وتثبيت حزم البرامج وتحديثها وإنشاء شبكات الكمبيوتر وصيانتها.